# Коротков, Юрий Николаевич
Юрий Николаевич Коротков (17 февраля 1928, Щёлково, Московская губерния — 18 апреля 1994, Воронеж) — советский футболист, выступавший на позиции нападающего, футбольный тренер. Сыграл 92 матча и забил 19 голов в высшей лиге СССР. Мастер спорта СССР (1955).

## Биография
Воспитанник щёлковской команды «Красное Знамя», в ней же начинал играть на взрослом уровне. В 1949—1951 годах во время службы в армии выступал за клубные команды московского «Динамо».
В 1952 году перешёл в московский «Локомотив». В классе «А» дебютировал 16 июля 1952 года в матче против киевского «Динамо». В своём втором матче, 28 июля 1952 года против минского «Динамо», забил своё первый гол на высшем уровне. Всего за четыре сезона в составе железнодорожников сыграл 63 матча и забил 12 голов в высшей лиге.
В 1956—1957 году выступал за подмосковные команды из Ступино и Фрязино. Принимал участие в матчах Спартакиады народов СССР 1956 года в составе сборной РСФСР. Также входил во вторую сборную СССР.
С 1957 года выступал за воронежский «Труд». Забил гол в своём дебютном матче, в мае 1957 года в ворота «Терека». Дважды становился лучшим бомбардиром клуба в сезоне — в 1958 году (9 голов) и 1959 году (15 голов). Был капитаном команды. В 1960 году вместе с командой стал победителем турнира класса «Б» и чемпионом РСФСР. В 1961 году в составе «Труда» выступал в высшей лиге, сыграл 29 матчей и забил 7 голов. 19 июля 1961 года в игре против вильнюсского «Спартака» сделал хет-трик. По окончании сезона прекратил играть за основной состав «Труда» и ещё год провёл в клубной команде. Всего за воронежский клуб забил 52 гола в первенствах страны.
После окончания игровой карьеры работал в тренерском штабе воронежского «Труда», в том числе в 1967 году был главным тренером. Также работал детским тренером в ДЮСШ «Локомотив» (Воронеж), директором футбольной школы «Факел». Среди его воспитанников — Александр Бородюк, Валерий Шмаров.
Скончался 18 апреля 1994 года в Воронеже на 67-м году жизни.